# Helicobia penai
Helicobia penai är en tvåvingeart som beskrevs av Tibana 1976. Helicobia penai ingår i släktet Helicobia och familjen köttflugor.
Artens utbredningsområde är Peru. Inga underarter finns listade i Catalogue of Life.